# Умаханов, Магомед-Салам Курбанович
Магоме́д-Сала́м Курба́нович Умаха́нов (1 июня 1939, Цудахар, ДАССР—11 октября 2015) — советский и российский дагестанский учёный-историк, доктор исторических наук, ведущий научный сотрудник Института истории, археологии и этнографии ДНЦ РАН.

## Биография
Родился 1 июня 1939 года в селении Цудахар Дагестанской АССР. Вместе с семьёй в годы войны был переселён на земли бывшего ЧИАССР, откуда сослали чеченцев. В 1946 году поступил в Чкаловскую среднюю школу Шурагатского района ДАССР в первый класс.
Окончив с отличием школу, в 1956 году поступил на историко-филологический факультет ДГПУ. После этого стал учителем истории в Тляратинской средней школе. В 1962 году начал работу в отделе истории досоветского периода Института истории, языка и литературы ДФ АН СССР. Проработал 53 года, пройдя путь от младшего до ведущего научного сотрудника и высококвалифицированного специалиста по истории Дагестана, Кавказа и России.
В 1963–1966 годах Умаханов проходил аспирантскую подготовку при Институте ИЯЛ, в 1968 году защитил кандидатскую диссертацию на тему «Борьба народов Дагестана в 1600–1660 гг. против иранской агрессии». В 1994 году защитил докторскую диссертацию по проблеме «Взаимосвязи народов Дагестана в XVII – начале XIX в. (Исследование экономической, политической и культурной интеграции народов)».
Параллельно работал в ДГУ профессором на кафедрах «Историографии и источниковедения» и «Истории стран Европы и Америки».
В 1996 году получил ученое звание профессора «Кафедры истории стран Европы и Америки». Под руководством Умаханова защитили свои исследовательские работы и получили дипломы кандидатов исторических наук 10 аспирантов и соискателей.
За время работы в ИИАЭ ДНЦ РАН Умахановым опубликовано более 120 научных работ по проблемам средневековой истории Дагестана, а также более сотки статей. Оппонировано более десятка кандидатских и докторских диссертаций, отредактировано более десятка научных монографий.
За труд и большой вклад в отечественную историческую науку Умаханову присвоено почетное звание «Заслуженный деятель науки Республики Дагестан» в 1999 году. Награждён почётной грамотой президиума АН СССР и президиума профсоюза работников просвещения, высшей школы и научных работников.
Умер 11 октября 2015 года.

## Публикации
- Умаханов М.-С. К. Борьба народов Дагестана в 1600-1660 гг. против Иранской агрессии. — Махачкала, 1968.
- Умаханов М.-С. К. Взаимоотношения феодальных владений и освободительная борьба народов Дагестана в XVII веке. — Махачкала, 1973. — 252 с.
- Умаханов М.-С. К. Взаимосвязи феодальных владений Дагестана в XVIII –  начале XIX вв. — Махачкала: ДНЦ РАН, 2007. — 328 с.
- Умаханов М.-С. К. Феодальные владения Дагестана в 18 – нач. 19 вв. и их взаимосвязи (экономический аспект). — Махачкала: ИИАЭ ДНЦ РАН, 2008. — 256 с.
- Умаханов М.-С. К. Дагестан во второй пол. XVIII - начале XIX веков. Проблемы политического положения, социально-экономического развития и государственного устройства. — Махачкала: ИП Овчинников (Алеф), 2011. — 300 с.

### В соавторстве
- Алиев Б. Г., Умаханов М.-С. К. Абакар-Хаджи Акушинский – сподвижник Шамиля // Вестник ДНЦ РАН № 12. — Махачкала, 2002.
- Алиев Б. Г., Умаханов М.-С. К. Дагестан в XV-XVI вв. (Вопросы исторической географии). — Махачкала, 2004. — 494 с.
- Алиев Б. Г., Ахмедов Ш. М., Умаханов М.-С. К. Из истории средневекового Дагестана. — Махачкала: ИИЯЛ ДагФАН СССР, 1970. — 236 с.
- Алиев Б. Г, Умаханов  М.-С. К. Историческая география Дагестана XVII – нач. XIX в. Кн. 1. — Махачкала: ДНЦ РАН, 1999. — 370 с.
- Алиев Б. Г, Умаханов  М.-С. К. Историческая география Дагестана XVII – нач. XIX в. Кн. 2. Историческая география Южного Дагестана. — Махачкала: ДНЦ РАН, 2001. — 317 с.
- История Дагестана с древнейших времен до наших дней. Т. I. — М.: Наука, 2004. — 627 с.
- История народов Северного Кавказа с древнейших времен до конца XVIII в. — М.: Наука, 1988.